# Medaliści mistrzostw świata w kolarstwie halowym - Piłka rowerowa
Pełna lista medalistów mistrzostw świata w kolarstwie halowym w piłce rowerowej.

## Medaliści
| Rok  | Złoto                                                                   | Srebro                                                                  | Brąz                                                                    |
| ---- | ----------------------------------------------------------------------- | ----------------------------------------------------------------------- | ----------------------------------------------------------------------- |
| 1930 | Rzesza Niemiecka Karl Berndt · Willi Scheibe                            | Rzesza Niemiecka Georg Grebe · Otto Pantle                              | Francja Charles Weichert · Phillipe Weichert                            |
| 1931 | Rzesza Niemiecka Wilhelm Schreiber · Eugen Blersch                      | Szwajcaria Walter Osterwalter · Walter Gabler                           | Francja Charles Weichert · Phillipe Weichert                            |
| 1932 | Rzesza Niemiecka Wilhelm Schreiber · Eugen Blersch                      | Szwajcaria Walter Osterwalter · Walter Gabler                           | Francja Ernest Heitz · René Heitz                                       |
| 1933 | III Rzesza Wilhelm Schreiber · Eugen Blersch                            | Szwajcaria Walter Osterwalter · Walter Gabler                           | Francja Charles Weichert · Phillipe Weichert                            |
| 1934 | III Rzesza Wilhelm Schreiber · Eugen Blersch                            | Szwajcaria Walter Osterwalter · Walter Gabler                           | Francja Charles Weichert · Phillipe Weichert                            |
| 1935 | III Rzesza Wilhelm Schreiber · Eugen Blersch                            | Szwajcaria Walter Osterwalter · Walter Gabler                           | Francja Charles Weichert · Phillipe Weichert                            |
| 1936 | III Rzesza Gustav Köping · Eugen Blersch                                | Szwajcaria Walter Osterwalter · Walter Gabler                           | Francja Charles Weichert · Phillipe Weichert                            |
| 1937 | III Rzesza Wilhelm Schreiber · Eugen Blersch                            | Szwajcaria Walter Osterwalter · Walter Gabler                           | Francja Charles Weichert · Phillipe Weichert                            |
| 1938 | III Rzesza Gustav Köping · Karl Schäfter                                | Szwajcaria Walter Osterwalter · Walter Gabler                           | Francja Auguste Ferrand · Alfred Doell                                  |
| 1946 | Szwajcaria Walter Osterwalter · Walter Gabler                           | Francja Auguste Ferrand · Alfred Doell                                  | Czechosłowacja Jaroslav Novák · Jan Novák                               |
| 1947 | Szwajcaria Walter Osterwalter · Jakob Engler                            | Czechosłowacja František Sedláček · Bohumil Daneš                       | Belgia Josef Rogge · Gaston Davos                                       |
| 1948 | Czechosłowacja František Sedláček · Bohumil Daneš                       | Szwajcaria Walter Gebs · Ottavio Zollet                                 | Francja Marcel Amann · Georges Ertz                                     |
| 1949 | Szwajcaria Walter Gebs · Ottavio Zollet                                 | Francja Auguste Ferrand · Georges Ertz                                  | Czechosłowacja František Sedláček · Bohumil Daneš                       |
| 1950 | Szwajcaria Walter Osterwalter · Rudi Breitenmoser                       | Francja Marcel Amann · Georges Ertz                                     | Belgia Gustave Tack · Alphonse Bultynck                                 |
| 1951 | Szwajcaria Walter Osterwalter · Rudi Breitenmoser                       | RFN Willi Pensel · Rudi Pensel                                          | Francja Marcel Amann · Auguste Ferrand                                  |
| 1952 | Szwajcaria Walter Osterwalter · Rudi Breitenmoser                       | RFN Willi Pensel · Rudi Pensel                                          | Francja Marcel Amann · Auguste Ferrand                                  |
| 1953 | Szwajcaria Walter Osterwalter · Rudi Breitenmoser                       | RFN Willi Pensel · Rudi Pensel                                          | Czechosłowacja František Sedláček · Jaroslav Novák                      |
| 1954 | Szwajcaria Walter Osterwalter · Rudi Breitenmoser                       | RFN Willi Pensel · Rudi Pensel                                          | Czechosłowacja František Sedláček · Jaroslav Novák                      |
| 1955 | RFN Willi Pensel · Rudi Pensel                                          | Czechosłowacja František Sedláček · Jaroslav Novák                      | Szwajcaria Fritz Flachsmann · Ottavio Zollet                            |
| 1956 | Szwajcaria Walter Osterwalter · Rudi Breitenmoser                       | RFN Willi Pensel · Rudi Pensel                                          | Czechosłowacja František Sedláček · Jaroslav Novák                      |
| 1957 | RFN Willi Pensel · Rudi Pensel                                          | Szwajcaria Walter Gebs · Ottavio Zollet                                 | NRD Gerd Martin · Gerhard Degenkolb                                     |
| 1958 | NRD Gerd Martin · Gerhard Degenkolb                                     | Szwajcaria Georges Lienhard · Rudi Breitenmoser                         | Francja Jean Wolff · René Boeglin                                       |
| 1959 | RFN Karl Buchholz · Oskar Buchholz                                      | NRD Heinz Schneider · Gerhard Landmann                                  | Czechosłowacja Zdeněk Birma · Lubomír Špachmann                         |
| 1960 | Szwajcaria Adolf Oberhänsli · Erwin Oberhänsli                          | Francja Jean Wolff · René Boeglin                                       | RFN Theo Drzewicki · Erhard Stübner                                     |
| 1961 | RFN Karl Buchholz · Oskar Buchholz                                      | NRD Gerd Martin · Gerhard Degenkolb                                     | Czechosłowacja Jindřich Pospíšil · Jaroslav Svoboda                     |
| 1962 | RFN Karl Buchholz · Oskar Buchholz                                      | Czechosłowacja Jindřich Pospíšil · Jaroslav Svoboda                     | Szwajcaria Georges Lienhard · Rudi Breitenmoser                         |
| 1963 | RFN Karl Buchholz · Oskar Buchholz                                      | Szwajcaria Adolf Oberhänsli · Erwin Oberhänsli                          | NRD Dieter Stolze · Hans Stolze                                         |
| 1964 | RFN Karl Buchholz · Oskar Buchholz                                      | Czechosłowacja Jan Pospíšil · Jindřich Pospíšil                         | Francja Jean Wolff · René Boeglin                                       |
| 1965 | Czechosłowacja Jan Pospíšil · Jindřich Pospíšil                         | NRD Gerd Martin · Erich Dusin                                           | RFN Werner Wenzel · Günter Bittendorf                                   |
| 1966 | NRD Gerd Martin · Erich Dusin                                           | RFN Werner Wenzel · Günter Bittendorf                                   | Czechosłowacja Jan Pospíšil · Jindřich Pospíšil                         |
| 1967 | RFN Werner Wenzel · Günter Bittendorf                                   | Czechosłowacja Jan Pospíšil · Jindřich Pospíšil                         | NRD Erich Emde · Erich Dusin                                            |
| 1968 | Czechosłowacja Jan Pospíšil · Jindřich Pospíšil                         | NRD Dieter Stolze · Hans Stolze                                         | RFN Werner Wenzel · Günter Bittendorf                                   |
| 1969 | Czechosłowacja Jan Pospíšil · Jindřich Pospíšil                         | RFN Wolfgang Flackus · Klaus Bernais                                    | NRD Erich Emde · Erich Dusin                                            |
| 1970 | Czechosłowacja Jan Pospíšil · Jindřich Pospíšil                         | RFN Wolfgang Flackus · Klaus Bernais                                    | Szwajcaria Paul Oberhänsli · Georg Meile                                |
| 1971 | Czechosłowacja Jan Pospíšil · Jindřich Pospíšil                         | RFN Wolfgang Flackus · Klaus Bernais                                    | Szwajcaria Peter Tschopp · Bruno Moser                                  |
| 1972 | Czechosłowacja Jan Pospíšil · Jindřich Pospíšil                         | RFN Wolfgang Flackus · Klaus Bernais                                    | Szwajcaria Jörg Osterwalder · Hanspeter Maurer                          |
| 1973 | Czechosłowacja Jan Pospíšil · Jindřich Pospíšil                         | RFN Wolfgang Flackus · Klaus Bernais                                    | Szwajcaria Peter Tschopp · Remo Stübi                                   |
| 1974 | Czechosłowacja Jan Pospíšil · Jindřich Pospíšil                         | RFN Wolfgang Flackus · Klaus Bernais                                    | Szwajcaria Paul Oberhänsli · Georg Meile                                |
| 1975 | Czechosłowacja Jan Pospíšil · Jindřich Pospíšil                         | RFN Wolfgang Flackus · Klaus Bernais                                    | Szwajcaria Paul Oberhänsli · Georg Meile                                |
| 1976 | Czechosłowacja Jan Pospíšil · Jindřich Pospíšil                         | RFN Wolfgang Flackus · Klaus Bernais                                    | Szwajcaria Paul Oberhänsli · Georg Meile                                |
| 1977 | Czechosłowacja Jan Pospíšil · Jindřich Pospíšil                         | RFN Hartmut Retlaff · Rainer Will                                       | Szwajcaria Beat Weber · Bruno Moser                                     |
| 1978 | Czechosłowacja Jan Pospíšil · Jindřich Pospíšil                         | Szwajcaria Paul Oberhänsli · Georg Meile                                | RFN Erwin Schmitt · Klaus Schneider                                     |
| 1979 | Czechosłowacja Jan Pospíšil · Jindřich Pospíšil                         | Szwajcaria Paul Oberhänsli · Jörg Osterwalder                           | Belgia Eric Tack · Daniel van der Velde                                 |
| 1980 | Czechosłowacja Jan Pospíšil · Jindřich Pospíšil                         | Szwajcaria Paul Oberhänsli · Jörg Osterwalder                           | RFN Hartmut Retzlaff · Thomas Steinmeier                                |
| 1981 | Czechosłowacja Jan Pospíšil · Jindřich Pospíšil                         | Szwajcaria Paul Oberhänsli · Jörg Osterwalder                           | RFN Erwin Schmitt · Klaus Schneider                                     |
| 1982 | RFN Andreas Steinmeier · Thomas Steinmeier                              | Czechosłowacja Jan Pospíšil · Jindřich Pospíšil                         | Szwajcaria Markus Foi · Luigi Foi                                       |
| 1983 | RFN Andreas Steinmeier · Thomas Steinmeier                              | Czechosłowacja Jan Pospíšil · Jindřich Pospíšil                         | Szwajcaria Peter Kern · Martin Zinser                                   |
| 1984 | Czechosłowacja Jan Pospíšil · Jindřich Pospíšil                         | Szwajcaria Paul Oberhänsli · Jörg Osterwalder                           | RFN Andreas Steinmeier · Thomas Steinmeier                              |
| 1985 | Czechosłowacja Jan Pospíšil · Jindřich Pospíšil                         | RFN Andreas Steinmeier · Thomas Steinmeier                              | Szwajcaria Paul Oberhänsli · Jörg Osterwalder                           |
| 1986 | Czechosłowacja Jan Pospíšil · Jindřich Pospíšil                         | RFN Jürgen King · Werner King                                           | Szwajcaria Peter Kern · Martin Zinser                                   |
| 1987 | Czechosłowacja Jan Pospíšil · Jindřich Pospíšil                         | RFN Jürgen King · Werner King                                           | Austria Andreas Bösch · Manfred Schneider                               |
| 1988 | Czechosłowacja Jan Pospíšil · Jindřich Pospíšil                         | RFN Frank Müller (kolarz) · Frank Müller · Manfred Geiler               | Austria Andreas Bösch · Gernot Fontain                                  |
| 1989 | Czechosłowacja Miroslav Berger · Miroslav Kratochvíl                    | RFN Jürgen King · Werner King                                           | Austria Andreas Bösch · Manfred Schneider                               |
| 1990 | RFN Andreas Steinmeier · Thomas Steinmeier                              | Czechosłowacja Miroslav Berger · Miroslav Kratochvíl                    | Szwajcaria Alfred Metzger · Urs Suter                                   |
| 1991 | Niemcy Jürgen King · Werner King                                        | Szwajcaria Peter Kern · Marcel Bosshart                                 | Belgia Luc Mottet · Rudy Covent                                         |
| 1992 | Niemcy Jürgen King · Werner King                                        | Szwajcaria Peter Kern · Marcel Bosshart                                 | Czechy Miroslav Berger · Miroslav Kratochvíl                            |
| 1993 | Szwajcaria Peter Kern · Marcel Bosshart                                 | Austria Marco Schallert · Reinhard Schneider                            | Niemcy Jürgen King · Werner King                                        |
| 1994 | Niemcy Jürgen King · Werner King                                        | Czechy Miroslav Berger · Miroslav Kratochvíl                            | Szwajcaria Peter Kern · Marcel Bosshart                                 |
| 1995 | Szwajcaria Peter Kern · Marcel Bosshart                                 | Czechy Miroslav Berger · Miroslav Kratochvíl                            | Belgia Luc Mottet · Rudy Covent                                         |
| 1996 | Szwajcaria Peter Kern · Marcel Bosshart                                 | Niemcy Michael Lomuscio · Sandro Lomuscio                               | Austria Rudolf Böhm · Herbert Pischl                                    |
| 1997 | Szwajcaria Peter Kern · Marcel Bosshart                                 | Czechy Pavel Šmíd · Oldřich Groch                                       | Austria Andreas Bösch · Gernot Fontain                                  |
| 1998 | Niemcy Jörg Latzel · Karsten Hormann                                    | Czechy Miroslav Berger · Miroslav Kratochvíl                            | Austria Marco Schallert · Dietmar Schneider                             |
| 1999 | Szwajcaria Christoph Hauri · Peter Jiricek                              | Austria Marco Schallert · Dietmar Schneider                             | Czechy Pavel Šmíd · Petr Skotak                                         |
| 2000 | Niemcy Michael Lomuscio · Sandro Lomuscio                               | Szwajcaria Hanspeter Flachsmann · Peter Jiricek                         | Austria Marco Schallert · Dietmar Schneider                             |
| 2001 | Niemcy Michael Lomuscio · Sandro Lomuscio                               | Austria Marco Schallert · Dietmar Schneider                             | Czechy Pavel Šmíd · Petr Skotak                                         |
| 2002 | Szwajcaria Paul Looser · Peter Jiricek                                  | Austria Marco Schallert · Dietmar Schneider                             | Czechy Pavel Šmíd · Petr Skotak                                         |
| 2003 | Czechy Miroslav Berger · Jiří Hrdlička                                  | Szwajcaria Paul Looser · Peter Jiricek                                  | Austria Andreas Lubetz · Reinhard Schneider                             |
| 2004 | Czechy Pavel Šmíd · Petr Skotak                                         | Szwajcaria Paul Looser · Peter Jiricek                                  | Austria Simon König · Dietmar Schneider                                 |
| 2005 | Niemcy Mike Pfaffenberger · Steve Pfaffenberger                         | Czechy Miroslav Berger · Jiří Hrdlička                                  | Austria Simon König · Dietmar Schneider                                 |
| 2006 | Niemcy Christian Hess · Thomas Abel                                     | Czechy Jiří Böhm · Jiří Hrdlička                                        | Austria Simon König · Dietmar Schneider                                 |
| 2007 | Niemcy Christian Hess · Thomas Abel                                     | Austria Martin Lingg · Markus Bröll                                     | Szwajcaria Timo Reichen · Peter Jiricek                                 |
| 2008 | Czechy Radim Hason · Jiří Hrdlička                                      | Niemcy Christian Hess · Thomas Abel                                     | Austria Simon König · Dietmar Schneider                                 |
| 2009 | Szwajcaria Marcel Waldispühl · Peter Jiricek                            | Niemcy Uwe Berner · Matthias König (kolarz) · Matthias König            | Austria Simon König · Dietmar Schneider                                 |
| 2010 | Niemcy Uwe Berner · Matthias König (kolarz) · Matthias König            | Szwajcaria Marcel Waldispühl · Peter Jiricek                            | Austria Patrick Schnetzer · Dietmar Schneider                           |
| 2011 | Austria Patrick Schnetzer · Dietmar Schneider                           | Szwajcaria Roman Schneider (kolarz) · Roman Schneider · Dominik Planzer | Niemcy Roman Müller · Marco Rossmann                                    |
| 2012 | Szwajcaria Roman Schneider (kolarz) · Roman Schneider · Dominik Planzer | Austria Patrick Schnetzer · Dietmar Schneider                           | Niemcy Jens Krichbaum · Marco Rossmann                                  |
| 2013 | Austria Patrick Schnetzer · Markus Bröll                                | Niemcy Jens Krichbaum · Marco Rossmann                                  | Szwajcaria Roman Schneider (kolarz) · Roman Schneider · Dominik Planzer |
| 2014 | Austria Patrick Schnetzer · Markus Bröll                                | Szwajcaria Roman Schneider (kolarz) · Roman Schneider · Dominik Planzer | Czechy Pavel Smid · Petr Skotak                                         |
| 2015 | Austria Patrick Schnetzer · Markus Bröll                                | Szwajcaria Roman Schneider (kolarz) · Roman Schneider · Dominik Planzer | Francja Benjamin Meyer · Quentin Sefried                                |
| 2016 | Austria Patrick Schnetzer · Markus Bröll                                | Szwajcaria Roman Schneider (kolarz) · Roman Schneider · Dominik Planzer | Niemcy Gernhard Mlady · Bernd Mlady                                     |
| 2017 | Niemcy Gernhard Mlady · Bernd Mlady                                     | Austria Patrick Schnetzer · Markus Bröll                                | Szwajcaria Roman Schneider (kolarz) · Roman Schneider · Dominik Planzer |
| 2018 | Austria Patrick Schnetzer · Markus Bröll                                | Niemcy Gernhard Mlady · Bernd Mlady                                     | Szwajcaria Roman Schneider (kolarz) · Roman Schneider · Paul Looser     |
| 2019 | Austria Patrick Schnetzer · Markus Bröll                                | Niemcy Gernhard Mlady · Bernd Mlady                                     | Czechy Jiří Hrdlička · Pavel Loskot                                     |
| 2020 | Mistrzostw nierozegrano z powodu pandemii COVID-19                      | Mistrzostw nierozegrano z powodu pandemii COVID-19                      | Mistrzostw nierozegrano z powodu pandemii COVID-19                      |
| 2021 | Niemcy Gernhard Mlady · Bernd Mlady                                     | Szwajcaria Benjamin Waibel · Severin Waibel                             | Austria Patrick Schnetzer · Stefan Feurstein                            |
| 2022 | Austria Patrick Schnetzer · Stefan Feurstein                            | Niemcy Gernhard Mlady · Bernd Mlady                                     | Szwajcaria Benjamin Waibel · Severin Waibel                             |
| 2023 | Niemcy Andre Kopp · Raphael Kopp                                        | Szwajcaria Timon Frohlich · Yannick Frohlich                            | Austria Patrick Schnetzer · Stefan Feurstein                            |
| 2024 | Niemcy Raphael Kopp · Bernd Mlady                                       | Austria Patrick Schnetzer · Stefan Feurstein                            | Szwajcaria Severin Waibel · Jon Müller                                  |